# E6型柴油机车
E6型柴油机车是美国通用汽车电气动力分部（GM-EMD）于1939年推出的一款干线客运柴油机车。1939年11月至1942年9月之间，通用汽车电气动力分部共生产了117台E6型柴油机车，包括91台设有司机室的A节机车、26台没有司机室的B节机车，主要用户包括大西洋海岸铁路、路易斯维尔和纳什维尔铁路、巴爾的摩與俄亥俄鐵路、联合太平洋铁路等铁路公司。